# باشگاه فوتبال رولادو
باشگاه فوتبال رولادو گونیو یک باشگاه فوتبال حرفه‌ای است که در جزیره گوناو، هائیتی واقع شده است. این تیم در سال ۲۰۱۴ به دسته برتر فوتبال در هائیتی صعود کرد.

## افتخارات
- لیگ هائیتی: ۲ قهرمانی